# Pterygioteuthis giardi
Pterygioteuthis giardi là một loài mực trong họ Pyroteuthidae. Các phân loài P. giardi giardi và P. giardi hoylei là các phân loài được công nhận của loài P. giardi.

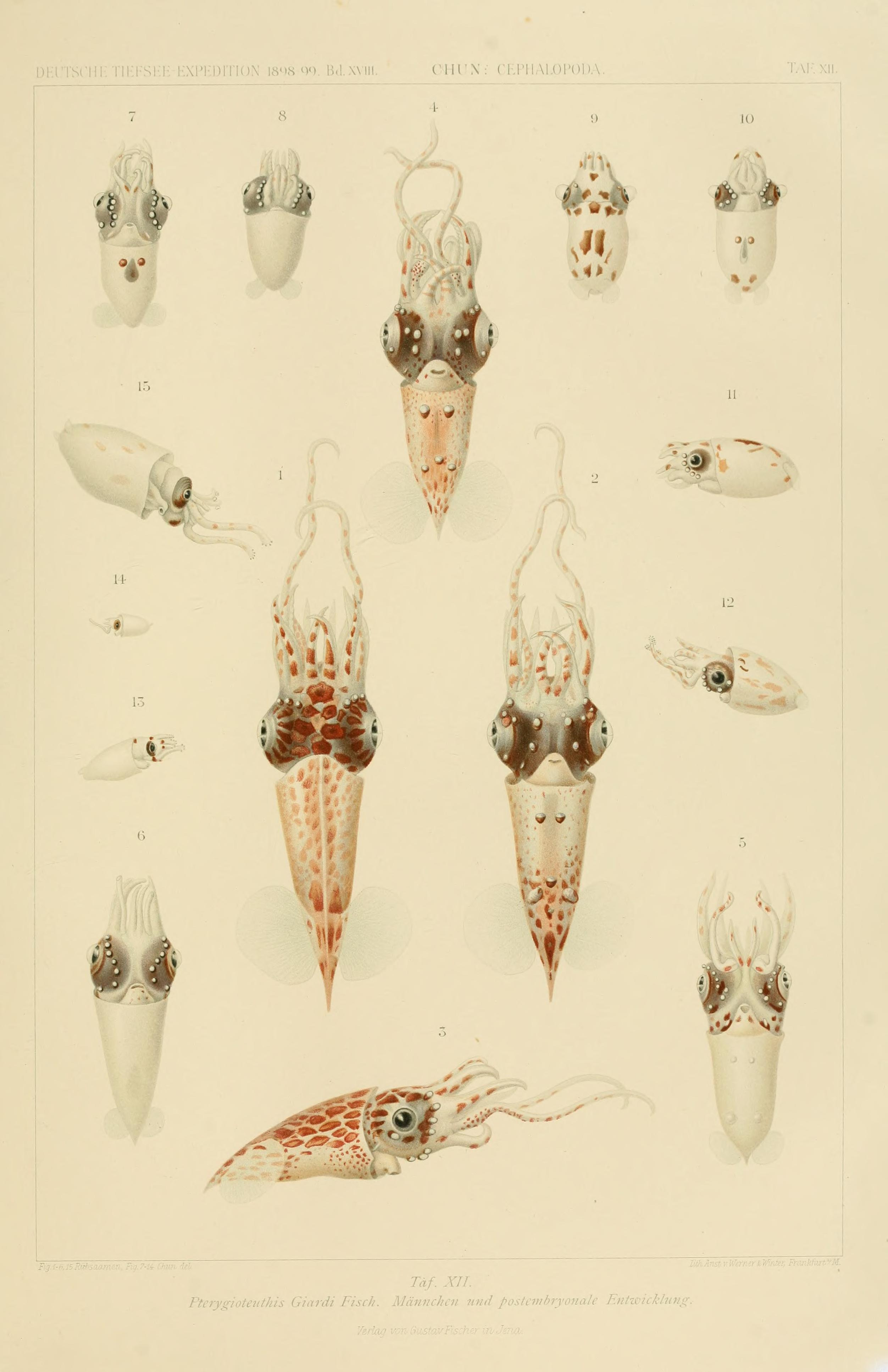
Pterygioteuthis giardi từ Carl Chun's Die Cephalopoden